# Iphone 4S
Iphone 4S, av Apple skrivet iPhone 4S, är en smarttelefon med pekskärm som utvecklats av Apple Inc. Det är en utveckling av den fjärde generationen Iphone, och efterföljaren till Iphone 4.

## Specifikationer
- Såldes ursprungligen med 8, 16, 32 och 64 GB flashminne, men erbjuds sedan oktober 2013 endast med 8 GB lagringsutrymme[1]
- A5-processor med dubbla kärnor (samma som Ipad 2)
- 8 megapixelkamera med LED-blixt och ansiktsigenkänning
- Videoinspelning i 1080p och videostabilisering
- Siri (röstassistent)
- Snabbare 3G (upp till 14,4 Mbit/s)
- Bluetooth 4.0

Mobilen släpps med det nya operativsystemet IOS 5.